# Hansen Motorsport
Hansen Motorsport (officiellt Kenneth Hansen Motorsport AB ) är ett bilracingteam  inom motorsporten rallycross som grundades av den svenske racerföraren Kenneth Hansen 1990. Laget tävlade under namnet Team Peugeot-Hansen som Peugeots officiella partner. Laget har tävlat i rallycross sedan det skapades. Hansen Motorsport använde uteslutande Citroën-bilar från 1993, men bytte till Peugeot 2014. Hansen Motorsport körde Peugeot i World Rallycross Championship från 2014 till 2017. 
I december 2017 tillkännagavs att Peugeot Sport skulle ta över driften av Peugeots bilar från Hansen Motorsport, genom Team Peugeot Total. Kenneth Hansen stannade kvar som sportchef för Team Peugeot Total. 

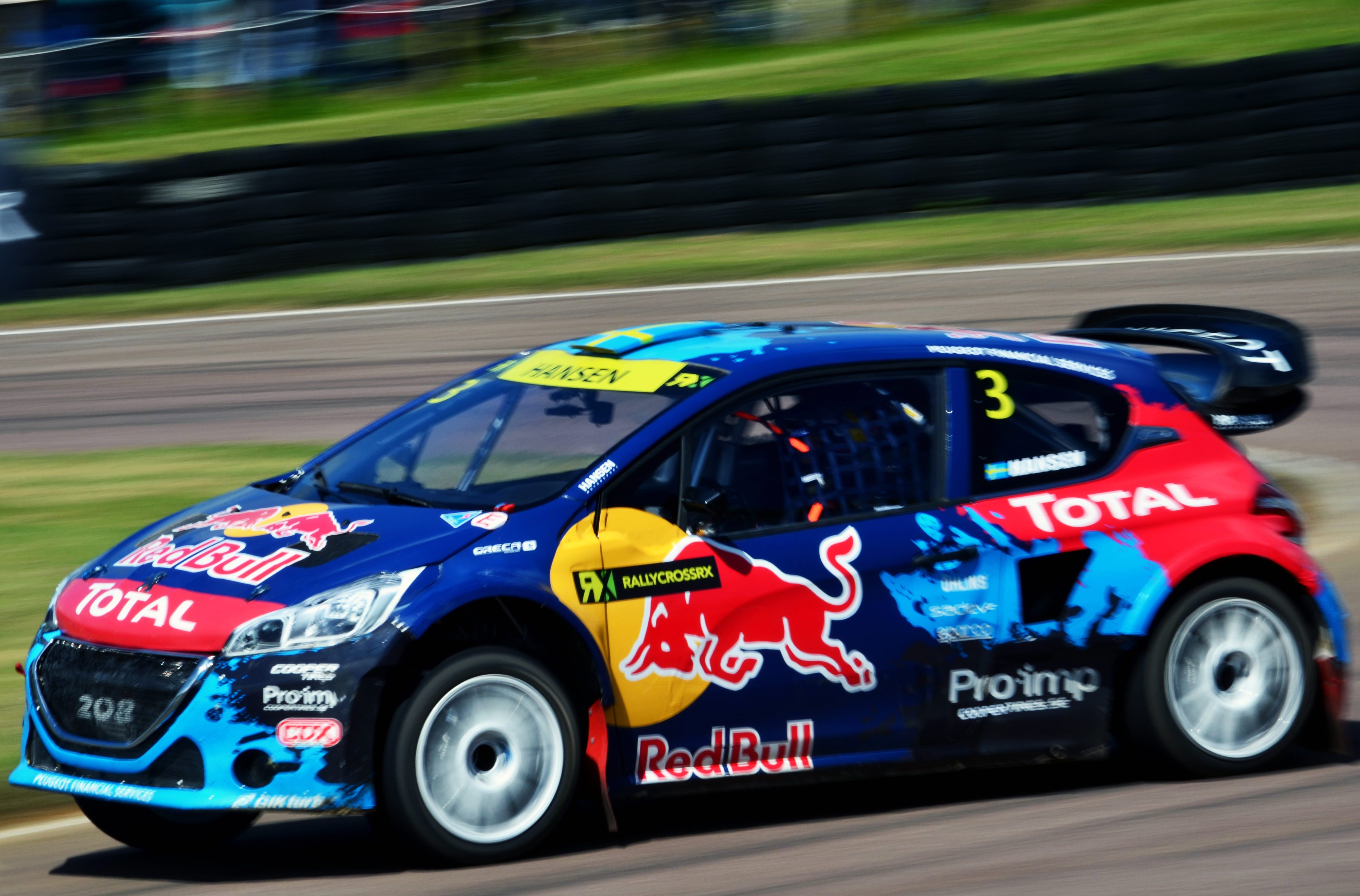
Timmy Hansen under 2014 World RX of Great Britain.

## Resultat

### FIA European Rallycross Championship
(nyckel)

#### Division 1
| År   | Deltagare         | Bil                         | Förare         | 1     | 2        | 3       | 4        | 5       | 6       | 7     | 8     | 9     | 10      | 11      | ERX | Poäng |
| ---- | ----------------- | --------------------------- | -------------- | ----- | -------- | ------- | -------- | ------- | ------- | ----- | ----- | ----- | ------- | ------- | --- | ----- |
| 1990 | Hansen Motorsport | Ford Sierra RS 500 Cosworth | Kenneth Hansen | AUT 4 | SWE (10) | FIN 1   | IRL 1    | FRA (6) | BEL (6) | NED 1 | NOR 1 | GER 4 | GBR 3   |         | 1:a | 121   |
| 1991 | Hansen Motorsport | Ford Sierra RS 500 Cosworth | Kenneth Hansen | POR 1 | AUT (2)  | FIN (2) | FRA 1    | IRL1    | SWE 1   | BEL 1 | NED 1 | NOR1  | GBR (2) | GER (6) | 1:a | 140   |
| 1992 | Hansen Motorsport | Ford Sierra RS 500 Cosworth | Kenneth Hansen | GBR 2 | AUT DNS  | POR 3   | FENA (6) | SWE (3) | FRA (4) | IRL 1 | BEL 2 | NED 2 | NOR 1   | GER (3) | 1:a | 128   |

#### Division 2
| År   | Deltagare         | Bil                  | Förare         | 1       | 2       | 3       | 4     | 5       | 6       | 7       | 8     | 9       | 10      | 11      | 12    | ERX | Poäng |
| ---- | ----------------- | -------------------- | -------------- | ------- | ------- | ------- | ----- | ------- | ------- | ------- | ----- | ------- | ------- | ------- | ----- | --- | ----- |
| 1993 | Hansen Motorsport | Citroën ZX 16V Turbo | Kenneth Hansen | AUT 1   | POR 2   | FRA (6) | IRL 4 | SWE 1   | FIN (6) | BEL 2   | NED 1 | NOR 1   | GER (6) |         |       | 2:a | 127   |
| 1994 | Hansen Motorsport | Citroën ZX 16V Turbo | Kenneth Hansen | AUT 1   | POR 1   | FRA (4) | IRL 2 | GBR 2   | SWE 1   | FIN (2) | BEL 1 | NED (3) | NOR 1   | GER (2) |       | 1:a | 134   |
| 1995 | Hansen Motorsport | Citroën ZX 16V Turbo | Kenneth Hansen | AUT 3   | POR 2   | FRA (3) | SWE 1 | GBR 1   | IRL 1   | BEL 2   | NED 2 | NOR (5) | FIN (4) | CZE (6) | GER 1 | 2:a | 146   |
| 1996 | Hansen Motorsport | Citroën ZX 16V Turbo | Kenneth Hansen | AUT (3) | POR (6) | FRA 2   | SWE 2 | IRL (3) | GBR 1   | BEL 1   | NED 2 | NOR 2   | CZE (2) | GER 1   |       | 1:a | 128   |